# Храм Менакши
Менакши представља комплекс хиндуистичких храмова у Индијској држави Тамил Наду у граду Мадури. Ово светилиште је седиште богиње Парвати (Менакши) и бога Шиве (Сундаресварена) представљених у неколико хиљада различитих варијанти на торњевима храма, на гопурама дравидске уметности и представља један од главних места Тамил Надуа у коме се одржавају фестивали и религијске прославе као што је Холи. Овај велелепни локалитет завршен је за време владавине краља Тирумала Наика (1623—1659), а претпоставља се да одређени делови храма датирару још из 13. века. Храм покрива површину од 75000 квадратних метара, дугачак је 260 m и широк 230 m.

## Легенда
Према предању старих тамилских текстова, један Индијац је хтео да убије своје дете које је веровало у богове, па се обратио својој сестри обдареној бесмртношћу. Ухвативши дете за руку, прошла је с њим кроз ватру. Међутим, том приликом је она изгорела, док је дете здраво изашло из пламена. На том месту се од дата одржава свечаност Холи којој ће следити почетак градње храма.

## Историја
На основу текстова нађених у околини Мадуре, претпоставља се да је изградња комплекса храмова трајала 120 година. Украси и злато потребно за изградњу је довожено са Деканске висоравни, док су се камен и розетски камен ископавали на простору данашњег Ирана. За време 13. века је више пута била уништавана од стране Делшког калифата. Градови овог простора су се брзо опорављали, што није био случај са Мадуром, чија је стагнација зауставила поновну градњу Менакшија. Комплекс је значајно обновљен за време владавине династије Наика који су, чији су владари изградили и 3 нова крила грађевине. Након доласка британских колонизатора, храм је покраден због поседовања значајних залиха злата и драгуља, мада конструкција није била оштећена у знатној мери. Након одласка Британаца, Дравидски Хиндуси су основали организације чији је циљ била обнова комплекса која је почела 1959. године. Грађевина је у потпуности обновљена 1995.

## Опис грађевине
Подручје храмова са мноштвом грађевина поред оба главна храма обухвата Виман са позлаћеним гопурама које су облика степенасте пирамиде. На њима су поређане фигуре богова, богиња, демона и животиња. Главни улаз је украшен изрезбареним порталима који води у дворану бога Лакшмија. У њој се налазе статуе позлаћене статуе божанстава које носе таваницу дворане на којој су насликана божанства, са розетама и витражима, а поред свештеника и присталица Хиндуизма који се овде моле, овде се могу наћи и трговци и занатлије који ту продају своју робу. По изворима се претпоставља да чак 33 милиона статуа покрива гопуре. У двориштима су изграђени базени где се обабљају различити обреди. Из тих базена, вода се слива у реку Ваигаи.